# 13414 Grantham
13414 Grantham este un asteroid din centura principală de asteroizi.

## Descriere
13414 Grantham este un asteroid din centura principală de asteroizi. A fost descoperit pe 29 octombrie 1999 în cadrul proiectului CSS. Asteroidul prezintă o orbită caracterizată de o semiaxă mare de 2,84 ua, o excentricitate de 0,06 și o înclinație de 1,2° în raport cu ecliptica.